# Луций Папирий Красс (военный трибун 368 года до н. э.)
Луций Папирий Красс (лат. Lucius Papirius Crassus; V—IV века до н. э.) — римский политический деятель из патрицианского рода Папириев, военный трибун с консульской властью 368 года до н. э.
Капитолийские фасты называют преномен отца Луция Папирия — Спурий. Во время трибуната Красса обострилась борьба вокруг законопроектов Секстия и Лициния о допуске плебеев к консульству и других мерах для улучшения положения плебса. Поэтому дважды назначались диктаторы. Роль Красса в этих событиях неизвестна.